# Croisilles (Eure i Loir)
Croisilles és un municipi francès, situat al departament de l'Eure i Loir i a la regió de Centre – Vall del Loira. L'any 2007 tenia 449 habitants.

## Demografia

### Població
El 2007 la població de fet de Croisilles era de 449 persones. Hi havia 152 famílies, de les quals 28 eren unipersonals (12 homes vivint sols i 16 dones vivint soles), 52 parelles sense fills, 68 parelles amb fills i 4 famílies monoparentals amb fills.
La població ha evolucionat segons el següent gràfic:
Habitants censats

### Habitatges
El 2007 hi havia 191 habitatges, 158 eren l'habitatge principal de la família, 28 eren segones residències i 5 estaven desocupats. 187 eren cases i 3 eren apartaments. Dels 158 habitatges principals, 140 estaven ocupats pels seus propietaris, 9 estaven llogats i ocupats pels llogaters i 9 estaven cedits a títol gratuït; 1 tenia una cambra, 5 en tenien dues, 14 en tenien tres, 47 en tenien quatre i 91 en tenien cinc o més. 130 habitatges disposaven pel capbaix d'una plaça de pàrquing. A 60 habitatges hi havia un automòbil i a 95 n'hi havia dos o més.

### Piràmide de població
La piràmide de població per edats i sexe el 2009 era:
| Homes | Edats   | Dones |
| ----- | ------- | ----- |
| 0     | 95 o +  | 0     |
| 0     | 90 a 94 | 4     |
| 0     | 85 a 89 | 0     |
| 0     | 80 a 84 | 0     |
| 12    | 75 a 79 | 8     |
| 4     | 70 a 74 | 4     |
| 4     | 65 a 69 | 0     |
| 4     | 60 a 64 | 4     |
| 4     | 55 a 59 | 4     |
| 28    | 50 a 54 | 16    |
| 36    | 45 a 49 | 32    |
| 12    | 40 a 44 | 28    |
| 12    | 35 a 39 | 12    |
| 8     | 30 a 34 | 20    |
| 4     | 25 a 29 | 0     |
| 8     | 20 a 24 | 12    |
| 12    | 15 a 19 | 24    |
| 8     | 10 a 14 | 28    |
| 24    | 5 a 9   | 20    |
| 8     | 0 a 4   | 8     |

## Economia
El 2007 la població en edat de treballar era de 308 persones, 220 eren actives i 88 eren inactives. De les 220 persones actives 210 estaven ocupades (118 homes i 92 dones) i 10 estaven aturades (4 homes i 6 dones). De les 88 persones inactives 29 estaven jubilades, 37 estaven estudiant i 22 estaven classificades com a «altres inactius».

### Ingressos
El 2009 a Croisilles hi havia 157 unitats fiscals que integraven 455,5 persones, la mediana anual d'ingressos fiscals per persona era de 24.522 €.

### Activitats econòmiques
Dels 16 establiments que hi havia el 2007, 5 eren d'empreses de construcció, 2 d'empreses de comerç i reparació d'automòbils, 1 d'una empresa de transport, 1 d'una empresa d'informació i comunicació, 1 d'una empresa immobiliària, 5 d'empreses de serveis i 1 d'una entitat de l'administració pública.
Dels 6 establiments de servei als particulars que hi havia el 2009, 1 era un taller de reparació d'automòbils i de material agrícola, 1 lampisteria i 4 electricistes.
L'any 2000 a Croisilles hi havia 7 explotacions agrícoles que ocupaven un total de 540 hectàrees.

## Poblacions més properes
El següent diagrama mostra les poblacions més properes.